# تابع جرم احتمال

نمودار یک تابع جرم احتمال. تمام مقادیر این تابع باید غیر منفی باشند و مجموع آنها برابر با ۱ باشد.

در نظریه آمار و احتمال، تابعی تابع جرم احتمال است که در ابتدا، تعریف یک تابع توزیع احتمال گسسته درموردش صادق باشد و توابعی از این جمله برای هر دو اسکالر یا متغیرهای تصادفی چند متغیره که
دامنه اش گسسته است وجود داشته باشد.
تابع جرم احتمال با تابع چگالی احتمال متفاوت است. تفاوت تابع جرم احتمال با تابع چگالی احتمال در آن است که دومی به جای متغیرهای تصادفی گسسته با متغیرهای تصادفی پیوسته مرتبط است. برخلاف تابع جرم احتمال، تابع چگالی احتمال می‌تواند مقادیر بیشتر از یک را نیز اختیار کند.

## تعریف
فرض کنیم (X: S → A (A {\displaystyle \subseteq } R یک متغیر تصادفی گسسته تعریف شده در یک فضای نمونه S است.
سپس تابع جرم احتمال [fX: A → [۰, ۱ برای X اینگونه تعریف می‌شود:
{\displaystyle f_{X}(x)=\Pr(X=x)=\Pr(\{s\in S:X(s)=x\}).}
از آن جا که جرم فیزیکی مانند احتمال کل نتایج فرضی X محفوظ می‌ماند، فرض احتمال به عنوان جرم به جلوگیری از اشتباهات کمک می‌کند:
{\displaystyle \sum _{x\in A}f_{X}(x)=1}
و می‌دانیم که تصویر X قابل شمارش است، تابع جرم احتمال (fX(x برای همه مقادیر قابل شمارش x صفر است. ناپیوستگی توابع جرم احتمال یعنی تابع توزیع تجمعی یک متغیر تصادفی گسسته نیز ناپیوسته می‌باشد که مشتق در آن صفر است.

## روش محاسبه
فرض کنید که {\displaystyle (A,{\mathcal {A}},P)} یک فضای احتمال و {\displaystyle (B,{\mathcal {B}})} یک فضای قابل اندازه‌گیری است که در آن زمینه جبر سیگما گسسته است، پس بنابراین به‌طور خاص شامل مجموعه تک قلو ازB می‌باشد. در این شرایط، یک متغیر تصادفی {\displaystyle X\colon A\to B} نیز گسسته است.
pushforward measure یا اندازهٔ انتقالی {\displaystyle X_{*}(P)} ---توزیع X در این متن نامیده می‌شود--- یک اندازه‌گیری احتمالی در خصوص B که محدودیت آن در مجموعه‌های مفرد منتج به تابع جرم احتمال {\displaystyle f_{X}\colon B\to \mathbb {R} } می‌شود زیرا :
{\displaystyle f_{X}(b)=P(X^{-1}(b))=[X_{*}(P)](\{b\})} برای هر b در B.
حالا فرض می‌کنیم {\displaystyle (B,{\mathcal {B}},\mu )} یک فضای اندازه‌گیری مجهز به واحد شمارش است. اگر چگالی احتمال تابع f برحسب X با توجه به واحد شمارش موجود باشد، {\displaystyle f=dX_{*}P/d\mu } که f تابعی برحسب B می‌باشد. در نتیجه، برای هر b درB داریم:
{\displaystyle P(X=b)=P(X^{-1}(\{b\})):=\int _{X^{-1}(\{b\})}dP=\int _{\{b\}}fd\mu =f(b),}
نشان دادن این که f در حقیقت یک تابع جرم احتمال است.